# Letea Veche, Bacău
Letea Veche este satul de reședință al comunei cu același nume din județul Bacău, Moldova, România.